# Sphaeropsis sapinea
Sphaeropsis sapinea là một loài Ascomycetes trong họ Incertae sedis. Loài này được Fr Dyko & B. Sutto miêu tả khoa học đầu tiên năm 1980.
Đây là loài gây hại của cây Pinus radiata, phát triển phổ biến ở Kenya.